# Кримськотатарське театральне мистецтво
Кримськотатарське театральне мистецтво — національний театр кримських татар, одного з корінних народів України.
Кримськотатарський національний театр є одним з найяскравіших феноменів культури Криму.

## Зародження
Витоки сягають 15–16 ст., коли у Кримському ханстві поширилися традиції театрів тіней «Къарагоз», ляльок «Къокъла» та літ.-поет. імпровізації одного актора «Медахлыкъ».
Ще тоді у палацах тамтешніх правителів у тодішній столиці кримського ханства — Солхаті — улюбленою розвагою знаті були театральні інсценівки. Відомий середньовічний мандрівник і енциклопедист Евлія Челебі, спостереження якого відносять до першої половини 17-го століття, докладно описав такі вистави при палаці кримських ханів Мехмед Ґерая й Іслям Ґерая.
Мемуари консула Франції у Кримському ханстві барона де Тота «Історія кримського ханства» свідчать, що Ф. де Тотт спостерігав 1769 із ханом Кирим Ґераєм у постановці придворних акторів нову кримськотатарську комедію та п'єсу «Тартюф» Ж.-Б. Мольєра в оригіналі, переклад якої на прохання хана замовлено особистому секретарю Людовика XV Руффіну.
1886 у Бахчисараї виставу зіграно удруге кримськотатарською мовою. Для кримськотатарського театру писали драматурги М. Хільмі («Бахтияр», 1888), С. Озенбашли («Оладжагъа, чаре олмаз») та ін.

## Професійний театр
Наприкінці 19 століття у Бахчисараї створено перші професійні трупи. Серед акторів — Дж. Меїнов, О. Заатов, С. Місхорли, І. Умеров, А. Терлікчі.
В 1900 році в Бахчисараї кримськотатарською мовою було поставлено «Скупий лицар» Пушкіна. В 1901 році стараннями просвітителя Ісмаїла Гаспринського й міського голови Мустафи Давидовича у Бахчисараї відкрито будинок театру. Поряд із класикою тут ставилися й твори кримськотатарських авторів. Цікаво, що жіночі ролі виконували чоловіки. Першою кримськотатарською дівчиною, яка вийшла на сцену, була Мерзіе Солпудай.
У Бахчисарай. театрі до 1921 ставили вистави кримськотатарських (А. Айвазов, К. Болатуков, О. Акчокракли, Е. Каішева), турецьких, азербайджанських драматургів. 1906 почали грати перші актриси — крим. татарки сестри Салпудай. Кримськотатар. постановки здійснювали у Карасубазарі (нині Білогірськ), Алушті, Євпаторії, Ялті, Сімферополі.
Свого найбільшого розквіту театр досяг до 1922 року, близько 15 років тривала «Епоха кримськотатарського ренесансу», як називають той період театральні історики. На сцені театру ставилися п'єси зарубіжних і російських прославлених драматургів (Шекспір, Мольєр, Гольдоні, Толстой, Бомарше), а також постановки за творами національних авторів (Іпчі, Лятіф-заде та ін.).
У 1923 році театр переїхав з Бахчисарая в Сімферополь, в приміщення російського театру ім. М. Горького.
Кримськотатар. дворянка, актриса і драматург А. Тайганська поставила власну п'єсу «Той геджеси» у Євпаторії. За рад. влади 1923 Ялтин., Євпаторій., Сімфероп. трупи об'єднали у Кримський татарський драматичний театр у Сімферополі під керівництвом Дж. Меїнова. Створ. школу для підготовки кадрів, 1934 відкрито Крим. татар. театр. технікум. У репертуарі переважала тематика класового антагонізму.
На 20—30 роки минулого сторіччя припав творчий підйом театру. Очолював його в той час Джелял Меїнов. З'явився також і талановитий драматург Умер Іпчі, завдяки якому були зіграні п'єси «Файше», «Алім», «Неікеджан Ханум», «Шахін Герай» тощо. Всього до свого арешту в 1937 році він встиг написати більш як 20 п'єс і перевести 30 драматичних творів.
У 1928, 1937–38 роках репресовано керівництво і кращих акторів. Драм. твори писали інтелігенти, робітники, селяни, зокрема Р. Бурнаш, С. Джетере, Т. Тинчеров. Театром керували А. Лятіф-заде, У. Іпчі, У. Девішев, Г. Ісмагілов, А. Баккал; провідні актори — І. Грабов, А. Кличева, Х. Гурджі, Е. Париков, С. Байкіна, Н. Джелілова. Театр продовжував працювати й під час нім. окупації (постановки на нац.-істор. тематику). У жовтні 1943 більшість колективу вивезено німцями до Румунії. Після кількох виступів перед румун. населенням і кримськотатар. діаспорою у серпні 1944 рад. війська етапували артистів у табір м. Болград (нині Одес. обл.); після тривалих допитів у травні 1945 депортували на уран. рудники у Таджикистані.
На жаль, діяльність кримськотатарського театру припинилася у 1944 році, коли тисячі кримських татар були примусово депортовані з рідних земель.

## Відродження театру
Майже піввіку не було у кримських татар свого театру. Лише 1957 року був заснований ансамбль «Хайтарма», що став їхнім єдиним вогнищем культури — аж до повернення на батьківщину. У різні роки в ансамблі працювали талановиті артисти Сабріе Ереджепова, Усеїн Баккал, Едіе Топчі, Едем Налбанданов, Акім Джемілєв, Абляміт Умеров, Февзі Білялов, Осман Асанов. В 1989 році з ініціативи Ільяса Бахшіша, Айше Діттанової, Мерьєм Ібраімової, Акіма Джемілєва, Сейтхаліла Османова, Сулеймана Умерова у Криму був відроджений кримськотатарський театр. Його художнім керівником став Ільяс Бахшіш, а директором — Ділявер Бекіров. «Арзи къиз» (із кримськотатарського — «Дівчина мрія») став першим спектаклем, поставленим на відродженій сцені.
У квітні 1990 відроджений у Сімферополі під керівництвом І. Бахшиша як Кримськотатарський музично-драматичний театр.
1998 року театр отримав власне приміщення, де розташований у теперішній час.
За активну участь у розвитку і відродженні кримськотатарського сценічного мистецтва та багатонаціонального мистецтва в Україні Кримськотатарському музично-драматичному театру у 2002 році було присвоєно високе звання «академічний».
Він більше 40 разів виїжджав на різні міжнародні фестивалі, його спектаклі дивилися жителі України, Великобританії, Туреччини, Татарстану, Башкиростану, Румунії, Єгипту, Москви. Трупа тільки цього року підготувала чотири прем'єри. Серед них — балетна сюїта «Арзи къиз эфсанеси» (із кримськотатарського — «Легенда про дівчину Арзи»), комедія «Айнеджилер» (переклад із кримськотатарської «Хитруни»), готується спектакль «Самотня зірка», казка для дітей «Принцеса не на горошині». Новий етап у житті театру почався із приходом директора Біляла Білялова.

## Рекомендована література
- Шендрикова, С. П. Кримськотатарський державний драматичний театр у місті Сімферополі в 20 — 40-і роки XX ст. / С. П. Шендрикова // Гілея: наук. вісник: зб. наук. пр. / Нац. пед. ун-т ім. М. П. Драгоманова. — Київ, 2011. — Вип. 44.
- Петросян Х. Генеалогические истоки аналитического кукольного театра «Карагез» // Сов. этнография. 1988. № 6;
- Угринович В. Старые традиции крымских татар // Арекет. 1994, 11 марта; Заатов И. Становление и развитие крымскотатарского сценического и театрального искусства: Сб. докл. Уфа, 2002;
- Керимова С., Заатов И., Велиев А. Крымскотатарский национальный театр. Сф., 2003.